# Designret
Designret er betegnelsen for beskyttelse af et produkts udformning eller udseende. Designeren kan forbyde andre erhvervsmæssigt at anvende design, der giver det samme helhedsindtryk som det beskyttede design.
Designbeskyttelsen kan opnås på tre måder:
- Som registreret design i Danmark efter designloven
- Som registreret EF-design efter designforordningen
- Som uregistreret EF-design efter designforordningen
- Som internatonalt registreret design efter reglerne i Haag-arrangementet om international registrering af design

Et registreret design er beskyttet i fem år ad gangen og kan højest gælde i 25 år fra ansøgningen, mens et uregistreret EF-design er beskyttet i tre år fra offentliggørelsen af designet.
Designretten og designloven har erstattet den tidligere mønsterbeskyttelse og -lov, og er i dag fuldstændigt EU-harmoniseret. Designloven bygger på EU's designdirektiv og ved siden af dette findes forordningen om EF-design, som ligeledes er gældende i Danmark.
Designretten har en vis lighed med ophavsretten og det samme produkt kan derfor være beskyttet af både ophavsret og designret.

## Links
- Bekendtgørelse af designloven Arkiveret 6. april 2011 hos  Wayback Machine
- Patent- og Varemærkestyrelsen Arkiveret 23. juli 2005 hos  Wayback Machine
- OHIM – Det europæiske harmoniseringskontor for varemærker og designs Arkiveret 24. juli 2005 hos  Wayback Machine
- WIPO - The World Intellectual Property Organization. WIPO er en organisation under FNArkiveret 1. marts 2012 hos  Wayback Machine